# Замкнутый круг (НЭП)
Замкнутый круг частного сектора хозяйства (сокращённо замкнутый круг) — экономический уклад в СССР периода НЭПа, при котором взаимодействие частного производителя шло напрямую с потребителем (без участия государства). Властями оценивался как угроза советскому строю и одновременно попытка реставрации капитализма в стране.